# Mariahilf (Heinzenhof)

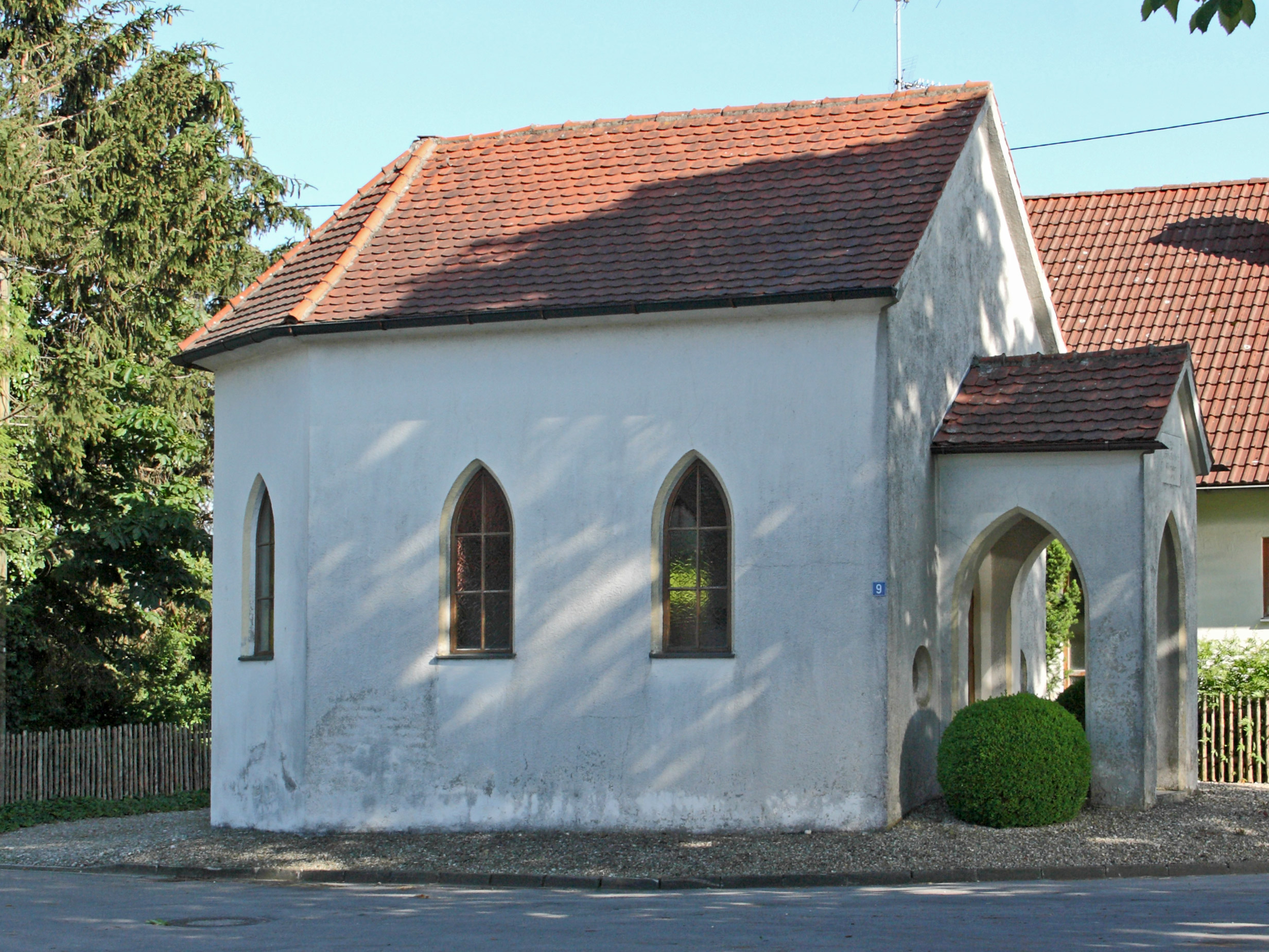
Nordseite der Kapelle

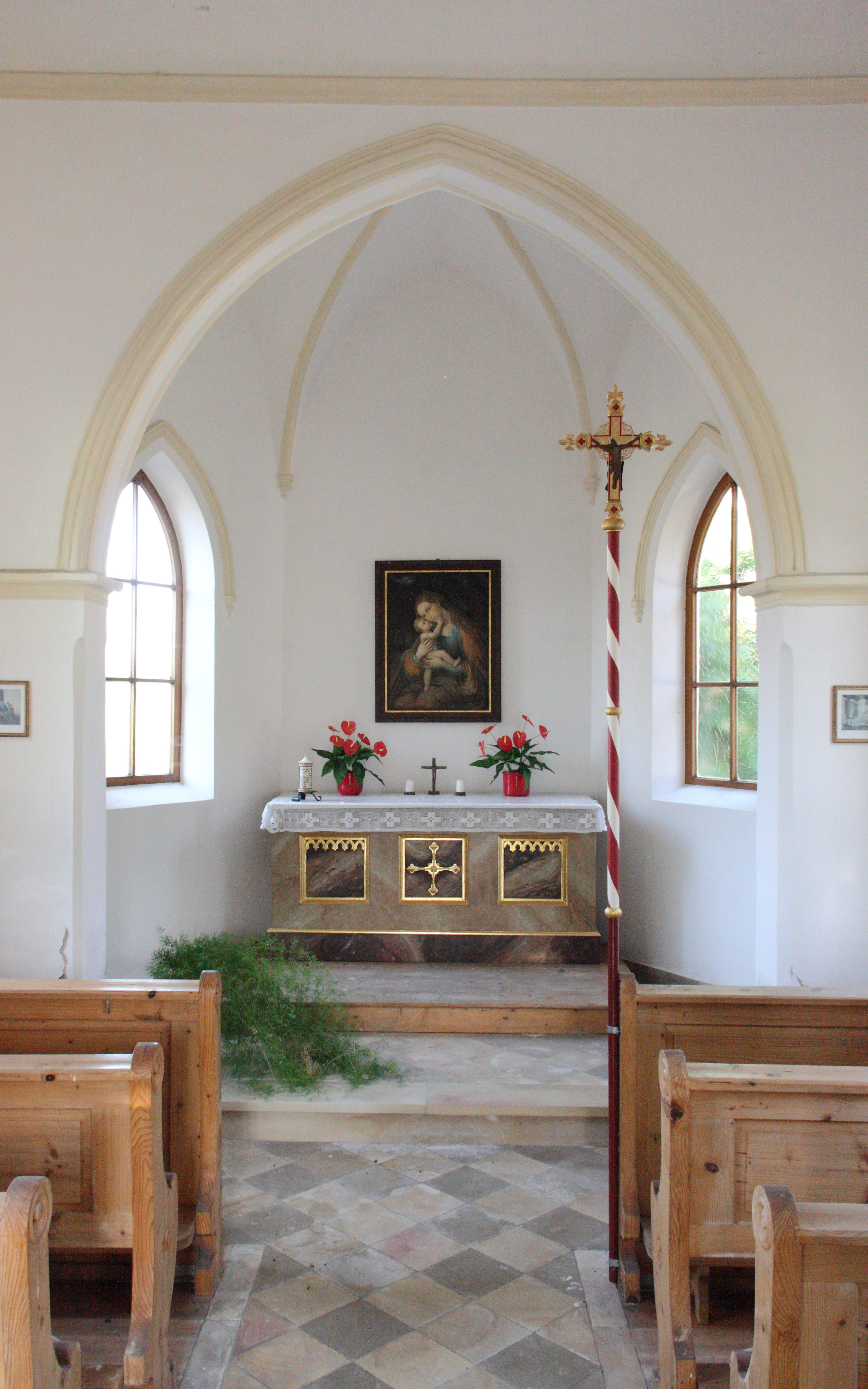
Innenraum

Mariahilf ist eine römisch-katholische Kapelle im oberschwäbischen Heinzenhof, einem Ortsteil von Pfaffenhausen im Landkreis Unterallgäu. 

## Baugeschichte und Lage
Die von den Besitzern des Hauses Nr. 44 im Jahr 1864 errichtete Kapelle wurde 1965 renoviert. Sie steht an der Kreuzung mitten im Weiler.

## Beschreibung
Der schlichte, neugotische Bau besitzt ein Langhaus zu zwei Achsen mit einer Spiegeldecke über von Profilen eingeschlossener Voute. Der gefasste, einspringende Chorbogen besitzt ein Kämpfergesims und einen spitzbogigen, profilgesäumten Schluss. Der nicht eingezogene Altarraum ist mit kurzen, hinter dem Chorbogen weitergeführten Seitenwänden und einem dreiseitigen Schluss mit Dreikappenwölbung mit Rippen auf Konsolen versehen. Die Fenster sind im Langhaus beiderseits zwei, in den Schrägachsen je eines in die Wände eingelassen und spitzbogig. Außen sind diese gefasst, innen mit profilierten Archivolten auf Konsolen versehen. Im Westen befindet sich eine Spitzbogentür mit Holzmaßwerk im Oberlicht. Beiderseits der Tür befinden sich runde Guckfenster. Vor dem Eingang ist ein Vorzeichen angebaut. Dieses besitzt gefaste Spitzbogenarkaden an drei Seiten und ein Satteldach. Das Traufgesims ist weit vorkragend und abgeschrägt. Im Westgiebel des Vorzeichens befindet sich auf einer weißen Marmortafel die Inschrift Erbaut ( von ) Ignatz u. Genovefa / Osterrieder / anno 1864.
Über dem neuen Altar befindet sich ein Druck eines Mariahilfbildes aus der Bauzeit der Kapelle. Das Gestühl stammt ebenfalls aus der Bauzeit und besitzt Schweifwangen mit Voluten am oberen Ende und kleinen Mittelrosetten. An der Nordwand befindet sich innen aus weißem Marmor in einem Holzrahmen eine Gedenktafel zur Erinnerung an den Erbauer der Kapelle, Gutsbesitzer Joseph Ignatz Osterrieder (1812–1884) und seiner Frau Genovefa (1823–1894). Ein von Johann Fahrenschon gemaltes Öl-auf-Leinwand-Bild des Ehepaares befindet sich an der Westwand. Es ist bezeichnet mit IF px. 1862.